# Beaumont-Louestault
Beaumont-Louestault ist eine französische Gemeinde mit 1.788 Einwohnern (Stand: 1. Januar 2022) im Département Indre-et-Loire in der Region Centre-Val de Loire; sie gehört zum Arrondissement Tours und zum Kanton Château-Renault. 
Beaumont-Louestault wurde zum 1. Januar 2017 als Commune nouvelle aus den Gemeinden Beaumont-la-Ronce und Louestault gebildet.

## Geographie
Beaumont-Louestault liegt etwa 20 Kilometer nördlich von Tours. Das Gemeindegebiet wird vom Fluss Vandœuvre durchquert. Umgeben wird Beaumont-Louestault von den Nachbargemeinden Chemillé-sur-Dême im Norden, Marray im Norden und Nordosten, Saint-Laurent-en-Gâtines im Osten, Nouzilly im Südosten, Rouziers-de-Touraine im Süden und Südwesten, Neuillé-Pont-Pierre im Westen und Südwesten sowie Neuvy-le-Roi im Westen und Nordwesten.

## Gliederung
| Ortsteil                              | ehemaliger INSEE-Code | Fläche (km²) | Einwohnerzahl (2022) |
| ------------------------------------- | --------------------- | ------------ | -------------------- |
| Beaumont-la-Ronce (Verwaltungssitz)00 | 37021                 | 39,04        | 1.404                |
| Louestault                            | 37135                 | 16,45        | .0361                |

## Sehenswürdigkeiten

### Beaumont-la-Ronce
- Dolmen La Pierre Levée im Weiler La Haute-Barbe, seit 1889 als Monument historique klassifiziert
- Megalith von Pont Champion, seit 1943 als Monument historique klassifiziert
- Kirche Saint-Martin
- Schloss Beaumont aus dem 17. Jahrhundert
- Herrenhaus La Catinière aus dem 16. Jahrhundert, seit 1949 in Teilen als Monument historique eingeschrieben
- Landgut La Haute-Barde

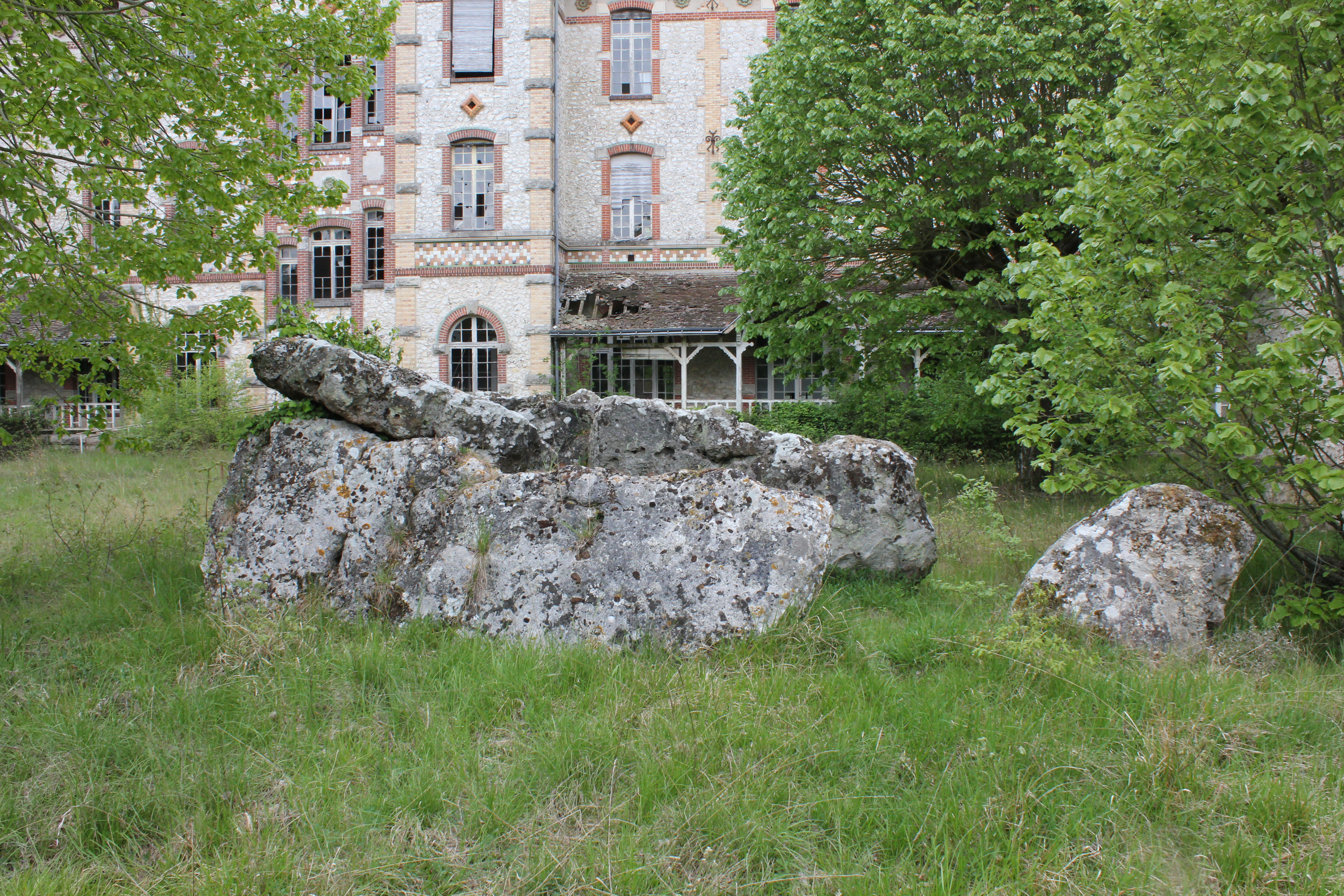
Dolmen La Pierre Levée
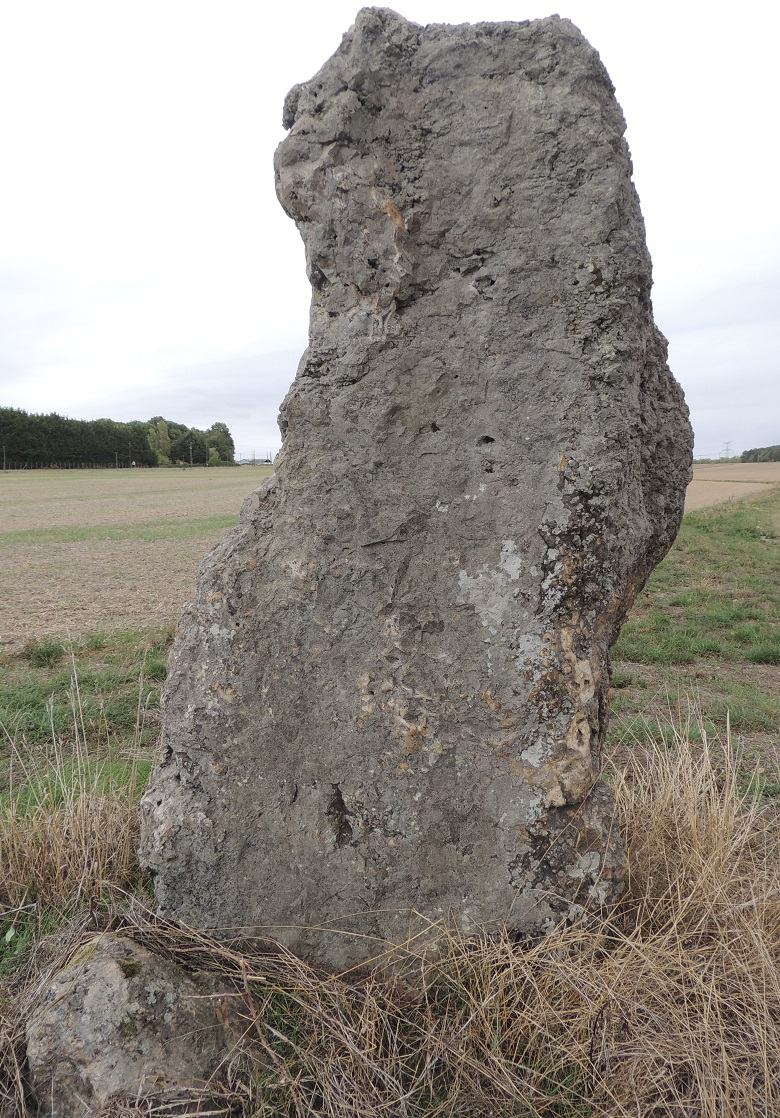
Megalith von Pont Champion

### Louestault

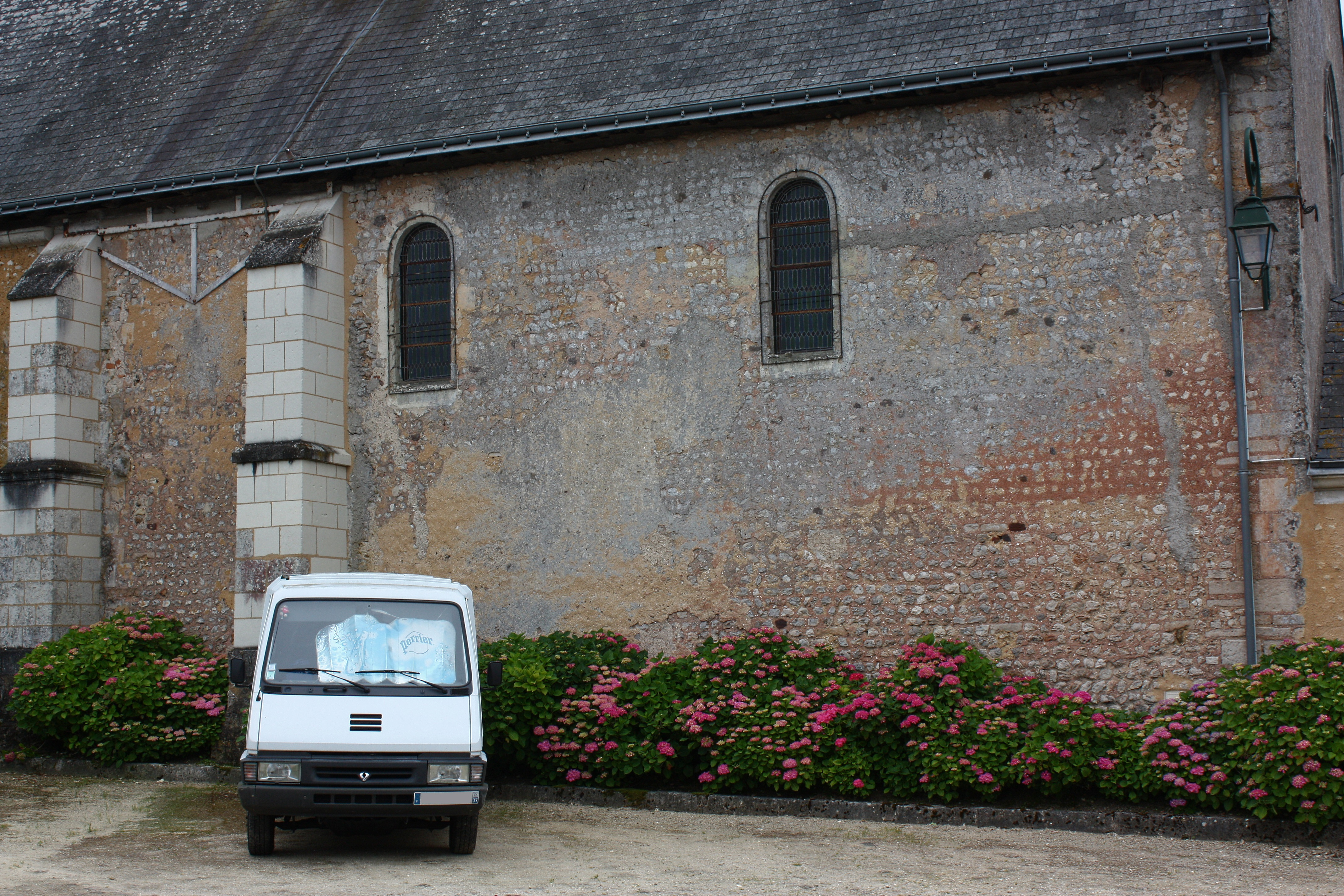
Kirche Saint-Georges in Louestault

- Kirche Saint-Georges aus dem 11. Jahrhundert
- Schloss Fontenailles aus dem 14. Jahrhundert, Mitte des 19. Jahrhunderts umgebaut

## Persönlichkeiten
- Jacques Bonne-Gigault de Bellefonds (1698–1746), Bischof von Bayonne (1735–1741), von Arles (1741–1746) und Erzbischof von Paris (1746)